# Philippe de la Baume-Saint-Amour
Philippe de la Baume-Saint-Amour, marquis de Yennes, baron de Saint-Amour, né le 16 janvier 1616 et mort le 14 novembre 1688 à Paris, est un militaire, homme politique et écrivain franc-comtois au service du roi d'Espagne. Il est connu pour avoir été gouverneur du Comté de Bourgogne, notamment pendant la guerre de Dévolution.

## Biographie
Philippe de la Baume-Saint-Amour est né le 16 janvier 1616. Il est le fils d'Emmanuel-Philibert de la Baume-Saint-Amour et d'Hélène Perrenot de Grandvelle, fille de Frédéric de Champagney. Elle lui transmet des droits notamment sur Maîche, Champtonnay, Apremont, Beaujeu, etc.
Dans sa jeunesse il est destiné à une carrière ecclésiastique et fut pourvu d'un canonicat au chapitre de Besançon. Mais il s'en détourna pour une carrière militaire. Il combattit dans l'armée espagnole et se fit remarquer lors du siège d'Arras et dans les combats qui suivirent lors de l'évacuation de la ville. Son ennemi, le grand Condé, le remarqua également et en fit son éloge. Après la conclusion de la guerre de Trente Ans, il est récompensé par le roi d’Espagne qui le nomme gouverneur de la Franche-Comté, le 11 août 1661. Mais sa province de naissance est à ce moment-là, exsangue et traumatisée par la guerre de dix ans qui vient de s'achever, et le parlement n'est pas prêt à coopérer et à se soumettre à son nouveau gouverneur. Les parlementaires ne cesseront d'ailleurs de s'opposer à ses plans tout au long de son mandat,. De plus, d'un point du vue diplomatique et militaire, le comté de Bourgogne est isolé, loin de l’Espagne (le roi d'Espagne est alors comte de Bourgogne), et sans soutien direct : le nouveau gouverneur ne peut compter que sur ses propres forces, composées essentiellement de miliciens.
Durant les premiers jours de l'année 1668, il apprend qu'une armée française est aux portes de la province. Il opte pour un morcellement de ses troupes visant à renforcer les grandes villes comme Dole, Salins, Gray ou Besançon plutôt que de privilégier un engagement direct. Il installe ensuite son poste de commandement au Château de Joux pour se tenir au plus près des renforts espérés venant de Suisse et d'Italie. Mais les renforts tant attendus n'arriveront pas et de son quartier général, il verra refluer les débris des garnisons qu'il avait lui-même renforcées: les villes du comté tombent toutes une par une. La campagne tourne au désastre et le château de Joux est à son tour menacé. Trop faiblement défendu et qui plus est, par des miliciens fort impressionnés par le déploiement de force français, il donne sa reddition au marquis de Noisy (Louis de Maupeou (1631-1669), oncle d'Augustin et grand-oncle du chancelier René). Louis XIV demande à La Baume de convaincre la ville de Gray de capituler sous peine d'être entièrement détruite. Elle est alors la dernière ville à tomber le 19 février 1668. En à peine trois semaines, toute la Franche-comté est conquise.
Philippe de la Baume-Saint-Amour sera tenu pour responsable, et révoqué de son poste en mai 1668. Les tensions entre lui et le parlement subsisteront encore bien après. Pour son attitude, Louis XIV lui offrit une rente et la possibilité de conserver son château de Gray; mais cet acte sera mal interprété par la population comtoise et il sera soupçonné de traîtrise et d'entente avec l'ennemi. Conspué, il se retire à Paris où il finit ses jours. Il écrit deux ouvrages qui seront ses mémoires, où il décrit ses relations exécrables avec le parlement et où il essaiera de démontrer son innocence.
Il est le dernier Comtois à occuper la fonction de gouverneur, les suivants seront tous étrangers ou venant ensuite de la capitale française.

## Famille
Philippe de la Baume épouse Dorothée (décédée en 1645), fille de Claude de Rye, baron de Balançon et de Claudine-Prosper de La Baume.

## Ouvrages
- Correspondance du marquis d'Yennes avec le parlement de Dole, 1670
- Apologie de messire Philippe de La Baume marquis d'Yennes, (1668)[6]